# Wojciech Miltyk
Wojciech Miltyk (ur. 1969) – polski naukowiec, farmaceuta, profesor nauk farmaceutycznych. Dziekan Wydziału Farmaceutycznego z Oddziałem Medycyny Laboratoryjnej Uniwersytetu Medycznego w Białymstoku, prezes Polskiego Towarzystwa Farmaceutycznego Oddział Białystok.

## Życiorys
Ukończył Liceum Ogólnokształcące im. Mikołaja Kopernika w Sokółce. W 1995 ukończył studia na kierunku farmacja na Akademii Medycznej w Białymstoku, po czym rozpoczął pracę w Zakładzie Chemii i Analizy Leków tejże uczelni. W 2000 uzyskał na Śląskiej Akademii Medycznej w Katowicach stopień naukowy doktora nauk farmaceutycznych za pracę pod kierunkiem prof. Jerzego A. Pałki pt. „Regulacyjna rola kwasu 1-pirolino-5-karboksylowego w procesie biosyntezy kolagenu”. W latach 2000–2003 odbył staże naukowe w Uniwersytecie Karoliny Północnej w Chapel Hill oraz National Cancer Institute we Frederick. W 2003 uzyskał specjalizację pierwszego stopnia z farmacji aptecznej. Na podstawie osiągnięć naukowych i złożonej rozprawy „Ocena molekularnych mechanizmów zaburzeń metabolicznych w patologicznych liniach komórkowych w celu poszukiwania punktów uchwytu nowych strategii farmakologicznych” w 2012 otrzymał stopień naukowy doktora habilitowanego nauk farmaceutycznych. W 2007 został p.o. kierownika, a w 2013 kierownikiem Samodzielnej Pracowni Analizy Leków Uniwersytetu Medycznego w Białymstoku. W 2018 uzyskał tytuł profesora nauk farmaceutycznych.
Członek Komitetu Cytobiologii Wydziału II Nauk Biologicznych i Rolniczych oraz Komitetu Terapii i Nauk o Leku Polskiej Akademii Nauk. Od 2013 Prezes Polskiego Towarzystwa Farmaceutycznego Oddział Białystok. W 2016 wybrany przez Kolegium Elektorów na dziekana Wydziału Farmaceutycznego z Oddziałem Medycyny Laboratoryjnej Uniwersytetu Medycznego w Białymstoku.
W 2020 odznaczony Krzyżem Kawalerskim Orderu Odrodzenia Polski.